# Grimmiales
Ordre
L’ordre des Grimmiales est un ordre de mousses de la sous-classe des Bryidae.

## Liste des familles et genres
Selon ITIS (2 mai 2015) :
- famille des Grimmiaceae
- famille des Ptychomitriaceae
- famille des Seligeriaceae

Selon NCBI (2 mai 2015) :
- famille des Grimmiaceae
  - genre Bucklandiella
  - genre Codriophorus
  - genre Coscinodon
  - genre Dryptodon
  - genre Grimmia
  - genre Niphotrichum
  - genre Racomitrium
  - genre Schistidium
- famille des Ptychomitriaceae
  - genre Campylostelium
  - genre Indusiella
  - genre Jaffueliobryum
  - genre Ptychomitriopsis
  - genre Ptychomitrium
- famille des Seligeriaceae
  - genre Blindia
  - genre Brachydontium
  - genre Hymenolomopsis
  - genre Seligeria

Selon World Register of Marine Species (2 mai 2015) :
- famille des Grimmiaceae